# Jody Shelley
Jody Shelley (* 7. Februar 1976 in Thompson, Manitoba) ist ein ehemaliger kanadischer Eishockeyspieler, der im Verlauf seiner aktiven Karriere zwischen 1994 und 2013 unter anderem 636 Spiele für die Columbus Blue Jackets, San Jose Sharks, New York Rangers und Philadelphia Flyers in der National Hockey League auf der Position des linken Flügelstürmers bestritten hat. Shelley verkörperte den Spielertyp des Enforcers.

## Karriere

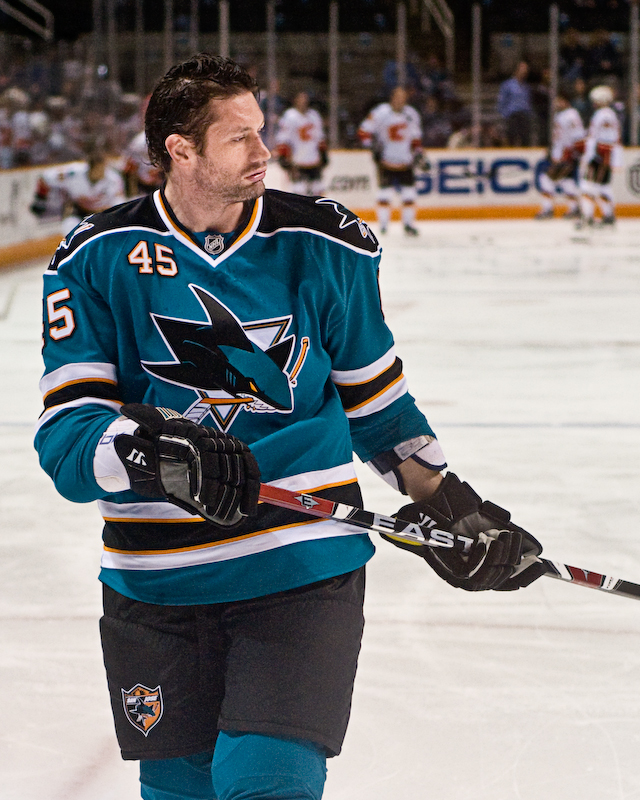
Shelley im Trikot der San Jose Sharks (2008)

Shelley spielte während seiner Juniorenzeit von 1994 bis 1997 bei den Halifax Mooseheads in der Ligue de hockey junior majeur du Québec. Dort konnte der Enforcer in den drei Spielzeiten sowohl jeweils seine Punktausbeute als auch seine Minuten auf der Strafbank steigern. Zur Saison 1997/98 entschied sich der Enforcer, nachdem er in keinem der vorangegangenen NHL Entry Drafts von den Franchises der National Hockey League berücksichtigt worden war, an die Dalhousie University zu gehen. Mit der Universitätsmannschaft lief er in dieser Spielzeit in den Eishockeyligen der Canadian Interuniversity Athletics Union auf, wurde aber gegen Ende der Spielzeit von den Saint John Flames aus der American Hockey League verpflichtet, wo er die Saison beendete.
Im Sommer 1998 erhielt der Flügelstürmer seinen ersten Profivertrag, als ihn die Calgary Flames aus der NHL unter Vertrag nahmen. Diese setzten ihn jedoch in den folgenden zwei Spielzeiten weiterhin bei ihren Farmteams, den Saint John Flames in der AHL und den Johnstown Chiefs in der East Coast Hockey League, ein, wodurch Shelley zu keinem NHL-Einsatz kam. Als sein mit dem Ende der Spielzeit 1999/2000 ausgelaufen war, sicherten sich die Columbus Blue Jackets die Dienste des Free Agents. Zunächst spielte er aber auch dort nur bei den Syracuse Crunch in der AHL, ehe er im Februar 2001 zu seinem ersten Einsatz in der NHL kam. Dies blieb für diese Spielzeit der einzige Einsatz. Nach einem weiteren Jahr, das er zwischen Columbus und Syracuse verbracht hatte, schaffte er zur Saison 2002/03 den endgültigen Sprung in den Kader der Blue Jackets, denen er bis zum Ende der Saison 2003/04 treu blieb.
Bedingt durch den Lockout der NHL-Saison 2004/05 wechselte Shelley nach Europa und bestritt insgesamt 14 Partien in der finnischen SM-liiga für JYP Jyväskylä, ehe er zum Spieljahr 2005/06 zu den Columbus Blue Jackets zurückkehrte und seine offensiv beste Saison mit zehn Punkten absolvierte. Auch in den Spielzeiten 2006/07 und 2007/08 hatte der Kanadier seinen Platz im Kader sicher und brachte seine Härte ein, bevor er am 29. Januar 2008 für ein Draftrecht der sechsten Runde im NHL Entry Draft 2009 zu den San Jose Sharks transferiert wurde. Diese benötigten sowohl einen Spieler mit den Eigenschaften Shelleys als auch einen Spieler für die Position des linken Flügelstürmers. In seinen 31 Spielen für San Jose konnte er durch seine physische Präsenz und auch ungewohnte Qualitäten in der Offensive überzeugen, was dazu führte, dass das Management seinen Vertrag nach Saisonende um zwei Jahre verlängerte. Shelley verblieb in seiner Rolle als Enforcer bis Mitte Februar 2010 bei den Nordkaliforniern, ehe er für einen Draftpick zu den New York Rangers wechselte. Am 1. Juli 2010 unterzeichnete er einen auf drei Jahre befristeten Vertrag bei den Philadelphia Flyers. Nachdem er nach der Saison keinen neuen Vertrag angeboten bekommen hatte, beendete er am 9. August 2013 seine aktive Karriere und schloss sich wieder den Columbus Blue Jackets an.

## Karrierestatistik
(Legende zur Spielerstatistik: Sp oder GP = absolvierte Spiele; T oder G = erzielte Tore; V oder A = erzielte Assists; Pkt oder Pts = erzielte Scorerpunkte; SM oder PIM = erhaltene Strafminuten; +/− = Plus/Minus-Bilanz; PP = erzielte Überzahltore; SH = erzielte Unterzahltore; GW = erzielte Siegtore; 1 Play-downs/Relegation; Kursiv: Statistik nicht vollständig)